# Ток Хе (принцесса Кореи)
Ток Хе или Токхе́ (кор. 덕혜옹주; 25 мая 1912 — 21 апреля 1989) — последняя принцесса Корейской империи из династии Ли.
Ток Хе родилась 25 мая 1912 года во дворце Чхандоккун в Сеуле и была младшей дочерью императора Коджона и его наложницы, позже известной как Ян Гуй-ин. Император даровал ей титул Бокнён (복녕, 福寧) после рождения принцессы Ток Хе. До 1917 года Япония официально не признавала её принцессой, поскольку она не была дочерью королевы. В 1917 году имя Ток Хе вошло в реестр императорской семьи. Ради любимой дочери император Коджон основал детский сад во дворце Токсугун (덕수궁). Девочки её возраста из благородных семей посещали детский сад. В Корее принцессу называют Ток Хе онджу (как дочь наложницы), а не конджу (относящееся к дочерям королевы).

## Детские годы
Ток Хе появилась на свет 25 мая 1912 года от наложницы Ян-гвиин (позже дама Бокнён) и 60-летнего императора Коджона. Девочке не дали официального имени, а лишь прозвище Бокнён-тан, и игнорировали, будто её не существовало. В 1917 году император убедил генерал-губернатора Кореи Тэраути Масатакэ внести имя девочки в реестр императорской семьи, тем самым признать её законное рождение и статус принцессы. В 1919 году император планирует устроить тайную помолвку между принцессой Ток Хе и Ким Чанханом — племянником управляющего дворцом Кима Хванчжина. Этим союзом император Коджон надеялся обезопасить дочь от японцев, но японское вмешательство расстроило помолвку, а Киму Хванчжину запретили посещать дворец Токсугун. Вскоре, 21 января 1919 года, император Коджон скоропостижно скончался. В 1921 году принцесса стала посещать начальную школу в Сеуле.

## Жизнь в Японии

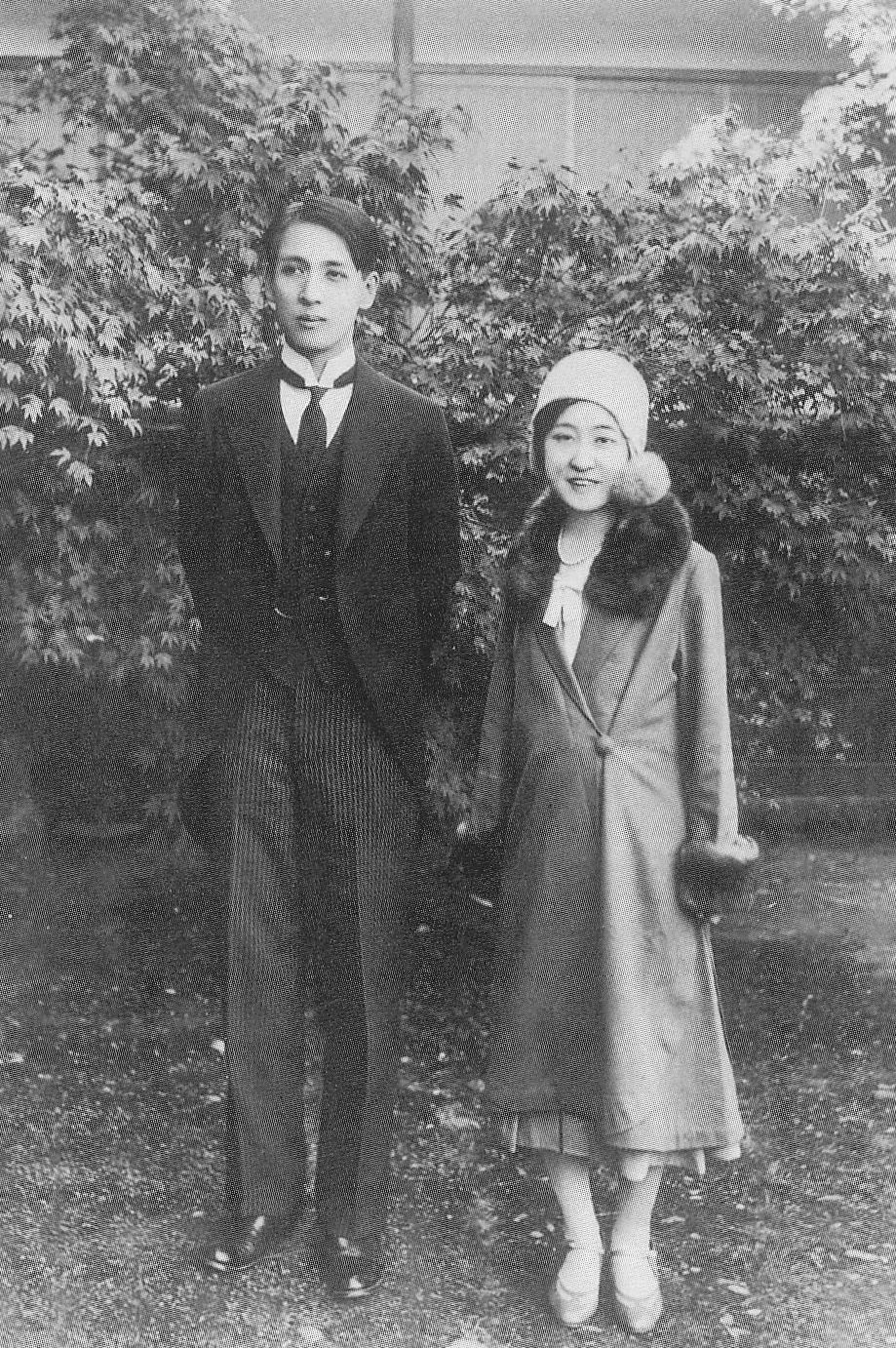
Такеюки Со и Ток Хе (1931)

В 1925 году принцессу вывезли в Японию под предлогом продолжения обучения. Вместе с братьями её определили в элитную японскую школу «Гакусюин». Её характеризовали как тихую, замкнутую и нерешительную. После известия о смерти матери в 1929 году она, наконец, получила временное разрешение отправиться на похороны матери в 1930 году. Тем не менее, ей не разрешили одеться соответственно обычаю. Весной 1930 года у принцессы ухудшилось самочувствие (появился лунатизм), и она переехала во дворец её брата и наследного принца Ыя в Токио. Принцесса забывала питаться, врачи диагностировали у неё преждевременное слабоумие. Через год состояние принцессы значительно улучшилось.
В мае 1931 года, после «сватовства» императрицей Тэймэй, супруги императора Японии Тайсё, Ток Хе вышла замуж за японского аристократа Такеюки Со (武志; 1908—1985). Бракосочетание должно было состояться в 1930 году, но его отложили по просьбе брата принцессы из-за её плохого самочувствия. В браке 14 августа 1932 года Ток Хе родила дочь, которую звали по-японски Масаэ (正惠), а по-корейски Чонхе́ (정혜). В 1933 году у Ток Хе вновь обостряется психическое расстройство, из-за которого она много лет провела в различных психиатрических клиниках.
С поражением Японии во Второй Мировой войне Корея вернула независимость, а муж Ток Хе потерял дворянский титул в связи с упразднением сословных званий. Необходимость брачного союза отпала, супруги отдалялись друг от друга и, в результате, развелись в 1953 году. Такеюки Со вновь женился в 1955 году на японке Ёсиэ Кацумуре. Горе Ток Хе от несчастливого брака обострилось с потерей единственной дочери, которая пропала в 1956 году (вероятно, совершила самоубийство из-за стресса после развода родителей). Состояние здоровья Ток Хе постепенно ухудшалось.

## Возвращение в Корею
Ток Хе вернулась на родину по приглашению правительства Южной Кореи 26 января 1962 года, спустя 37 лет. Сначала корейское правительство отказало последней представительнице королевской династии во въезде, поскольку президент Ли Сын Ман пытался избежать политического хаоса. Репортёр Ким Хан Ыль нашёл принцессу и убедил корейское правительство позволить ей вернуться. Принцесса плакала, вернувшись в Корею и, несмотря на психическое расстройство, помнила придворные манеры. Она жила в павильоне Наксеон во дворце Чхандоккун с наследным принцем и принцессой Ыймин, их сыном принцем Гу, его супругой Джулией Малок и с фрейлиной Баён Бокдон. Скончалась Ток Хе 21 апреля 1989 года в павильоне Шуган дворца Чхандоккун и была похоронена в Намъянджу, недалеко от Сеула.

## В популярной культуре

### Кинематограф
- Ким Со Хён и Сон Йе Джин сыграли Ток Хе в фильме 2016 года «Принцесса Ток Хе»[8].

### Музыка
- 1963 — певец Хо Шим-нам написал песню, основанную на жизни принцессы Ток Хе.
- 2010 — корейский певец Хео Чинсуль написал песню «Роза слёз» на корейском (кор. 눈물꽃, Nun Mul Kkot눈물꽃, Nun Mul Kkot) и английском («The Rose of Tears») языках в честь Ток Хе.

### Театр
- 1995 — пьеса о жизни Ток Хе поставлена на сцене Сеульского художественного центра.
- 2013 — корейский мюзикл Ток Хе — последняя принцесса (кор. 덕혜옹주, Deokhye Ongju덕혜옹주, Deokhye Ongju)[2][9].